# آلبرت گلادستون
آلبرت گلادستون (انگلیسی: Albert Gladstone; ۲۸ اکتبر ۱۸۸۶ – ۲ مارس ۱۹۶۷) قایقران روئینگ اهل بریتانیا بود.